# Vasapapageien
Die Vasapapageien (Coracopsis) sind eine Gattung aus der Familie der Altweltpapageien (Psittaculidae).

## Merkmale
Vasapapageien erreichen eine Körperlänge von 35 bis 50 Zentimetern. Ihr Gefieder ist braunschwarz. Der Unterschwanz beziehungsweise die Unterschwanzdecken sowie an den Handschwingen geht in ein Grau über. Der Schwanz ist lang und am Ende gerundet. Der Schnabel ist im Vergleich zur Kopfgröße kräftig. Er färbt sich wie die Augenringe während der Brutzeit um.

## Verbreitungsgebiet und Lebensweise
Vasapapageien kommen auf Madagaskar, Komoren und den Seychellen vor. Ihr Lebensraum sind Wälder und Baumsavannen, der Kleine Vasapapagei kommt auch in Mangroven vor.
Sie sind gesellige Vögel und ziehen während des Tages in kleinen Trupps von 10 bis 15 Tieren umher. Zur nächtlichen Rast können sich auch größere Trupps bilden.
In ihren Nahrungsgewohnheiten unterscheiden sich die beiden Arten leicht. Beim Großen Vasapapagei spielen Sämereien eine größere Rolle als beim Kleinen Vasapapagei. Beide Arten verzehren jedoch überwiegend Früchte und Beeren.
Beide Arten sind Höhlenbrüter. Das Gelege umfasst zwischen zwei und fünf Eier, die ausschließlich vom Weibchen bebrütet werden. Die Brutzeit ist mit 15 bis 18 Tagen für Papageien dieser Größe ungewöhnlich kurz.

## Arten und Unterarten

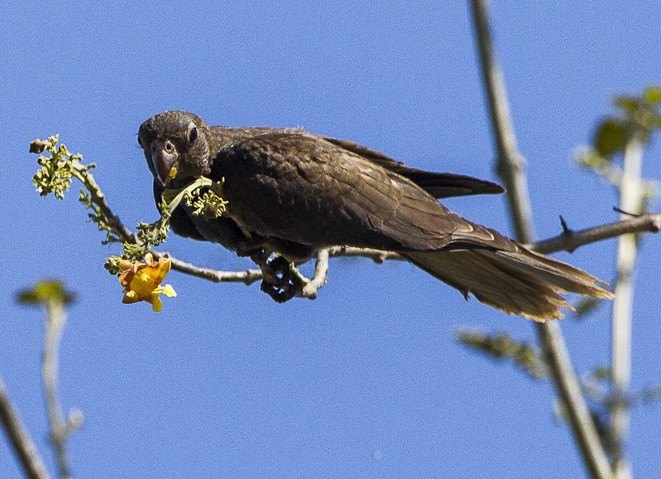
Kleiner Vasapapagei, Madagaskar

Es werden folgende Arten und Unterarten unterschieden:
- Vasapapagei (Coracopsis vasa (Shaw, 1812))
  - Coracopsis vasa comorensis (Peters, 1854)
  - Coracopsis vasa drouhardi Lavauden, 1929
  - Coracopsis vasa vasa (Shaw, 1812)
- Rabenpapagei (Coracopsis nigra (Linnaeus, 1758))
  - Kleiner Vasapapagei (Coracopsis nigra nigra (Linnaeus, 1758)) – Osten von Madagaskar, nach Westen intergradatiert die Unterart mit C. n. libs[1]
  - Bangs-Vasapapagei (Coracopsis nigra libs Bangs, 1927)
  - Komorenpapagei (Coracopsis nigra sibilans Milne-Edwards & Oustalet, 1885)
- Seychellenpapagei (Coracopsis barklyi Newton, 1867)

Dem Seychellenpapagei oder Seychellen-Vasapapagei, früher eine Unterart des Rabenpapageis, wird in den letzten Jahren zunehmend Artstatus zugebilligt. Er wird dann entweder als Coracopsis barklyi oder Mascarinus barklyi geführt. Der Komorenpapagei oder Kleiner Komoren-Vasapapagei (Coracopsis nigra sibilans) wird nicht mehr als eigenständige Art anerkannt.

## Haltung
Vasapapageien wurden bereits im 19. Jahrhundert gehalten. In der Zootierhaltung spielt heute vor allem der Kleine Vasapapagei eine größere Rolle, für ihn gibt es spezielle Zuchtprogramme. Vasapapageien haben in Menschenobhut bereits ein Lebensalter von 54 Jahren erreicht, beim Rabenpapagei wurden einzelne Vögel bis zu 34 Jahre alt.

## Einzelbelege
1. 1 2  Joseph M. Forshaw: Parrots of the World. Princeton University Press, 2010, ISBN 978-0-691-14285-2, S. 146.
2. ↑  Olivier Langrand: Birds of Madagascar. Yale University Press, 1991, ISBN 0-300-04310-4, S. 209–210.
3. ↑  Zoological Nomenclature Resource: Psittaciformes (Version 9.020). www.zoonomen.net, 21. September 2016, abgerufen am 21. März 2023 (englisch).
4. ↑  Seychellen-Vasapapagei auf Avibase, aufgerufen am 21. September 2016.
5. ↑  J. del Hoyo, N. Collar, G. M. Kirwan: Comoro Parrot (Coracopsis sibilans). In: J. del Hoyo, A. Elliott, J. Sargatal, D. A. Christie, E. de Juana (Hrsg.): Handbook of the Birds of the World Alive. Lynx Edicions, Barcelona 2016 (hbw.com, abgerufen am 25. September 2016).
6. ↑  W. Grummt, H. Strehlow (Hrsg.): Zootierhaltung Vögel. 2009, S. 397.
7. ↑  W. Grummt, H. Strehlow (Hrsg.): Zootierhaltung Vögel. 2009, S. 398.